# المنظمة الدولية للناطقين بالفرنسية
المنظمة الدولية للناطقين بالفرنسية هي منظمة دولية للدول والحكومات الناطقة باللغة الفرنسية (كلغة رسمية أو لغة منتشرة). تتكون المنظمة إلى غاية ديسمبر 2014 من 80 بلدا وحكومة: 57 عضوا و23 مراقبا، المعنى الحرفي لكلمة فرانكوفوني هو ناطق باللغة الفرنسية.

## التاريخ
يعود وضع مصطلح الفرنكفونية إلى الجغرافي الفرنسي أونسيم روكولو، وقد حدده عام 1880 بأنه مجموع الأشخاص والبلدان التي تستعمل اللغة الفرنسية في مواضيع عديدة.
و قد عرَّفَ الكاتب والباحث السياسي اللبناني قاسم محمد عثمان الفرنكفونية أنها واقع معاش ونمط تفكير وسلوك حياة، قبل أن تكون انخراطاً في نموذج سياسي أو في كيان جغرافي. فهي كيان يتحرك فيه الإنسان ضمن تنوعه العرقي والوطني والديني، وهي مكان للتلاقي بين البشر ولتبادل المعلومات وتناقل المعرفة وتقاسم الثقافة. وهي إطار للتلاقح المثمر ولتقدير الحياة بالمعنى الإنساني والأخلاقي للكلمة. ولأجل ذلك كله، تعيش الفرنكفونية وتتطور وتترسخ ضمن التعددية واحترام خصائص الآخر وخصوصياته واختياراته.
وتضم منظمة الفرنكفونية 55 دولة عضوا كانت من مستعمرات فرنسا سابقا، وإلى جانب 13 دولة لها صفة مراقب. وبالإضافة إلى المستعمرات الفرنسية القديمة تضم المنظمة دولا مثل بلجيكا ولوكسمبورغ ومقاطعة الكيبك الكندية. وقد تأسست يوم 20 مارس/ آذار 1970، لذلك صار هذا اليوم يوما عالميا للاحتفال بالفرانكوفونية.
وتشرف المنظمة على عدة هيئات هي:
•	وكالة التعاون الثقافي والتقني المتأسسة عام 1970.
•	اتحاد الجامعات الناطقة كليا أو جزئيا باللغة الفرنسية (الوكالة الجامعية الفرانكوفونية).
•	جامعة سينغور في الإسكندرية بمصر وتأسست عام 1989.
•	الجمعية العالمية للعمد الفرنكفونيين.
•	جمعية عمد البلديات الفرنكفونية.
•	قناة «تي.في5» (تي في 5 موند) المتأسسة عام 1985.
ومنذ عام 1998 أعلن في بوخارست إنشاء جهاز يدعى المنظمة الدولية للفرنكفونية يطلق على مجموع هيئات الفرنكفونية.
ويجتمع مؤتمر الفرنكفونية كل سنتين، وقد تم إحداث منصب الأمين العام للفرنكفونية عام 1997 وينتخب لمدة أربع سنوات وعين فيه بطرس بطرس غالي وخلفه الرئيس السنغالي السابق عبدو ضيوف.
وتؤكد الفرنكفونية وصايتها على الشأن السياسي في العالم بالنسبة للدول الأعضاء، فضلا عن مساعدة الأعضاء على تنظيم الانتخابات واستيعاب بعض مشاريع التنمية الاقتصادية.

## نشاطات المنظمة
تقوم المنظمة بمجموعة نشاطات ترويج اللغة الفرنسية والتي تقام من خلال منظمة دولية تضم خمس وخمسون دولة وحكومة إلى جانب المجتمعات الناطقة بالفرنسية كلغة رسمية غير الأم، وتعرف باسم «المنظمة الدولية للفرانكوفونية» OIF.
تعمل الفرنكوفونية من خلال أربع مؤسسات رئيسية: الوكالة الجامعية للفرنكوفونية AUF - قناة TV5الفضائية - جامعة سنجور Univeristé Senghor- الجمعية الدولية لرؤساء البلديات الناطقة بالفرنسية AIMF.
وقد أعلن 20 مارس يوماً عالمياً للاحتفال بالفرنكوفونية.
ولا يقتصر دور الفرنكوفونية على نشر اللغة فحسب، حيث تشارك من خلال مؤسساتها في المؤتمرات الدولية في كافة المجالات وبخاصةً التنمية المستدامة وتفعيل دور المرأة ومشاركتها في الحياة العملية والسياسية وبخاصة في الدول الأفريقة مادون الصحراء. فمنذ الاستعمار الفرنسي لتلك البلدان لعبت اللغة الفرنسية دورا هامة بين الدول الأفريقية غير المتجاورة خاصة بكونها لغة تواصل، ونافذة هذه الدول على العالم أجمع.

## أعضاء
- هناك 56 عضو بين دول وحكومات، منهم 14 مراقب على النحو التالي:[3]

| الدولة                      |
| ألبانيا                     |
| إمارة أندورا                |
| أرمينيا                     |
| المملكة البلجيكية           |
| بينين                       |
| بلغاريا                     |
| بوركينا فاسو                |
| بوروندي                     |
| كمبوديا                     |
| الكاميرون                   |
| كندا                        |
| كندا،نيو برونزويك           |
| كندا،كيبك                   |
| الرأس الأخضر                |
| وسط أفريقيا                 |
| قبرص                        |
| التجمع الفرنكوفوني ببلجيكا  |
| جزر القمر                   |
| الكونغو                     |
| جمهورية الكونغو الديمقراطية |
| ساحل العاج                  |
| جيبوتي                      |
| دومينيكا                    |
| مصر                         |
| يوغسلافيا السابقة:مقدونيا   |
| فرنسا                       |
| الغابون                     |
| غانا                        |
| اليونان                     |
| غينيا                       |
| غينيا بيساو                 |
| غينيا الاستوائية            |
| هايتي                       |
| لاوس                        |
| لبنان                       |
| لوكسمبورغ                   |
| مدغشقر                      |
| مالي                        |
| المغرب                      |
| موريس                       |
| موريتانيا                   |
| مولدوفا                     |
| إمارة موناكو                |
| النيجر                      |
| رومانيا                     |
| رواندا                      |
| سانت لوسيا                  |
| ساو توميه وبرينسيب          |
| السنغال                     |
| جزر سيشل                    |
| سويسرا                      |
| تشاد                        |
| توغو                        |
| تونس                        |
| فانواتو                     |
| فيتنام                      |
| 14 دولة بصفة مراقب          |
| النمسا                      |
| المجر                       |
| موزمبيق                     |
| صربيا                       |
| تايلاند                     |
| كرواتيا                     |
| لتونيا                      |
| بولونيا                     |
| سلوفاكيا                    |
| أوكرانيا                    |
| جورجيا                      |
| ليتوانيا                    |
| التشيك                      |
| سلوفينيا                    |
| --------------------------- |

## مؤسسات
- مؤسسات تابعة للوكالة الفرنكوفونية وتقوم بادارتها:

1- القمة الفرنكوفونية: وتضم رؤساء الدول والحكومات الأعضاء. تجتمع كل سنتين في إحدى العواصم، وتهتم بالقضايا السياسية، والاقتصادية، والثقافية، والتقنية، وتقر برامج التعاون.
2- المؤتمر الوزاري للفرنكوفونية: يسهر على سير المنهج السياسي الذي تقره القمة، ويضم وزراء خارجية الدول الأعضاء، ويعتبر مؤتمراً لمتابعة القضايا المتعلقة بالفرنكفونية.
3- المجلس الدائم للفرنكوفونية: وهو الهيئة السياسية الدائمة التي تتابع تنفيذ مقررات القمة، وتتكون من الممثلين الشخصيين لرؤساء الدول والحكومات، وهي مجلس إدارة الوكالة.
4- الأمانة العامة: الأمين العام ينتخبه رؤساء الدول والحكومات، وهو رئيس المجلس التنفيذي، والناطق الرسمي السياسي باسم الفرنكوفونية.
5- المكاتب الجهوية: للوكالة الفرنكوفونية مكاتب جهوية. منها مكتب إفريقيا الغربية الذي أنشئ في التوغو سنة: 1983م، ومكتب إفريقيا الوسطى الذي أنشئ في ليبرفيل سنة: 1992م، ومكتب فيتنام الذي أنشئ سنة: 1994م.
6- مكاتب الاتصال: للوكالة مكاتب للاتصال مثل مكتب نيويورك للاتصال مع الأمم المتحدة، ومكتب جنيف للاتصال مع المنظمة الدولية، ومكتب بروكسيل للاتصال مع المجموعة الأوروبية.
7- المراسلون: وللوكالة مراسلون في الدول الأعضاء، معينون من قبل حكوماتهم تحت إمرة وزارة الخارجية أو وزارة الفرنكوفونية.

## وصلات خارجية
- موقع المنظمة الرسمي بالفرنسية La Francophonie Website
- موقع المنظمة الرسمي بالعربية
- فرنكوفونية